# Auzata
Auzata is een geslacht van vlinders van de familie eenstaartjes (Drepanidae), uit de onderfamilie Drepaninae.

## Soorten
- A. chinensis Leech, 1898
- A. minuta Leech, 1898
- A. ocellata Warren, 1896
- A. semipavonaria Walker, 1862
- A. simpliciata Warren, 1897
- A. superba Butler, 1878